# Institutet för medieteknik
Institutet för medieteknik, IMT AB, var en svensk tvärvetenskaplig institution för forskning och information om grafisk teknik med placering i Stockholm.
Institutets startade 1942 under namnet Grafiska Forskningslaboratoriet, GFL, och lades ner 2002.